# Moreton cum Alcumlow
Moreton cum Alcumlow è un villaggio e parrocchia civile dell'Inghilterra, appartenente alla contea del Cheshire.